# Георги Анастасов (политик)
Георги Анастасов е български икономист и политик.

## Биография
Роден е на 2 юни 1957 г. в София. Дядо му Петър Анастасов е бил ръководител социалдемократите преди 1944 г. Завършва Висшия икономически институт „Карл Маркс“ със специалност „Организация на производството и управление на промишлеността“. Работи като икономист в промишлеността, машиностроенето, строителството и на други места. В периода 21 септември 2002 – 20 ноември 2016 е председател на партия „Български социалдемократи“. Депутат от XXXIX до XLIII народни събрания. Заместник-председател на Коалиция за България в XL народно събрание.